# بابا وايغو
بابا وايغو نداي (Papa Waigo N'Diayè)، من مواليد 20 يناير 1984 في سانت ليويس في السنغال، لاعب كرة قدم سنغالي.
بدأ مسيرته الكروية مع نادي فيرونا الإيطالي في عام 2002، ولعب معهم حتى عام 2005، وشارك معهم في 65 مباراة وسجل 11 هدف، وفي عام 2005 انتقل إلى نادي سيسينا الإيطالي، ولعب معهم حتى عام 2007، وشارك معهم في 73 مباراة وسجل 20 هدف، وفي عام 2007 انتقل إلى نادي جنوى الإيطالي، ومنذ عام 2008 وقد لعب مع نادي فيورنتينا الإيطالي وفي عام 2013 .
لعب في السعودية لنادي الاتفاق و في الإمارات لأندية الوحدة و اتحاد كلباء و العروبة و الذيد و مسافي .
هو يلعب مع منتخب السنغال لكرة القدم.

## روابط خارجية
- بابا وايغو على موقع الاتحاد الدولي (مؤرشف)  (الإنجليزية)
- بابا وايغو على موقع قاعدة بيانات كرة القدم.إي يو (الإنجليزية)
- بابا وايغو على موقع ناشيونال فوتبول تيمز (الإنجليزية)
- بابا وايغو على موقع Soccerbase.com (لاعب) (الإنجليزية)
- بابا وايغو على موقع Soccerway.com (الإنجليزية)
- بابا وايغو على موقع عالم كرة القدم.نت (الإنجليزية)
- بابا وايغو على موقع كووورة